# Peter Mücke (Rennfahrer)

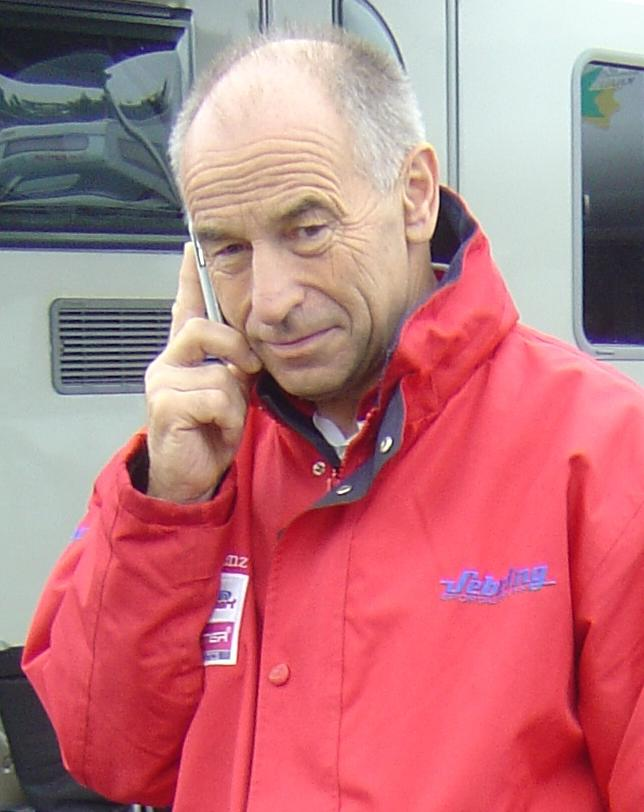
Peter Mücke 2009

Peter Mücke (* 21. November 1946 in Berlin) ist ein deutscher Automobilrennfahrer und Teamchef von Mücke Motorsport. Mücke ist der Vater des Rennfahrers Stefan Mücke.

## Leben
Peter Mücke kam durch seinen Vater mit dem Motorsport in Berührung, der als Landestrainer für Motorsport seinen Sohn mit ins Fahrerlager auf die Bernauer Schleife nahm. Seine Motorsportkarriere begann Mücke in den sechziger Jahren als Mechaniker („Schrauber“) im Wagenrennsport. Nach der Formel 3 war er 1970 Mechaniker eines Melkus RS 1000 und startete im folgenden Jahr als Fahrer für den Dresdner MC Lockwitzgrund mit einem Wartburg 353. In der Saison 1973 startete er erstmals im eigenen Wartburg und erreichte Platz 2 der Gesamtwertung. Im Jahr 1976 stieg er auf einen Zastava 101 um, den er als Unfallwagen bekam und mit seinem Team zu einem leichten Tourenwagen umbaute. Damit gelang es ihm als Privatfahrer oft, bei Rennen die technisch besser unterstützten Wartburg-Werksfahrer zu deklassieren. Manipulations-Untersuchungen an Mückes Fahrzeug führten jedoch zu keinen Beanstandungen.
Vom Tourenwagen-Sport wechselte Mücke 1982 in den Auto-Cross-Sport. Dafür baute er Mitte der 1980er-Jahre einen allradgetriebenen Buggy auf, in dem zwei 750-cm³-Yamaha-Motoren je eine der Achsen antrieben. Nach mehreren DDR-Meisterschaften gewann Mücke nach der Wende auch drei Europameisterschaften.
Infolge der weiteren Professionalisierung nach der deutschen Wiedervereinigung gründete Mücke 1998 ein eigenes Motorsportteam, in dem nicht nur er und sein Sohn Stefan an den Start gingen, sondern unter anderem der spätere Formel-1-Weltmeister Sebastian Vettel als Formel-3-Fahrer agierte.
Abseits des Rennsports baute der gelernte Kfz-Meister Mücke nach dem Ende der DDR ein Ford-Autohaus und eine Yamaha-Motorrad-Vertretung in Berlin-Altglienicke auf.

## Statistik

### Erfolge
- 1977 erstmals DDR-Meister im Wagenrennsport, davor 3× Zweiter und 2× Dritter[2]
- 11× DDR-Meister (4× Rundstrecke, 7× Auto-Cross)
- 3× Auto-Cross-Europameister (1992, 1993, 1995)
- 1× Auto-Cross-Vize-Europameister (1991)
- 2× Auto-Cross-EM-Dritter (1994, 1996)
- insgesamt mehr als 400 Siege (Tourenwagen und Auto-Cross)
- 1996  21 Siege Youngtimer Trophy (Ford Escort BDA)
- 2001  8 Siege Youngtimer Trophy (Ford Escort BDA)
- 2002  1. Platz Niederländische Meisterschaft der Youngtimer Trophy auf Ford Escort BDA und Ford Capri, weitere Siege in der Deutschen Meisterschaft
- 2003  6 Siege Youngtimer Meisterschaften (Ford Capri)
- 2004  5 Siege Youngtimer Meisterschaften (Ford Capri)
- 2005  1 Sieg Historische TW-EM, 3× 2. Youngtimer (Ford Capri)
- 2006  ADAC Youngtimer (Ford Capri)
- 2016 1. DTM-Sieg durch Lucas Auer auf dem Lausitzring